# Seringes-et-Nesles
Seringes-et-Nesles [səʁɛ̃ʒ e nɛl] ist eine französische Gemeinde mit 268 Einwohnern (Stand 1. Januar 2022) im Département Aisne in der Region Hauts-de-France; sie gehört zum Arrondissement Château-Thierry und zum Kanton Fère-en-Tardenois.
Der Zusammenschluss der ehemaligen Gemeinden Nesles und Seringes erfolgte während der Revolution 1790/94.

## Geografie
Die Gemeinde Seringes-et-'Nesles liegt in der Landschaft Tardenois zwischen Paris und Reims, 24 Kilometer nordöstlich von Château-Thierry. An der südwestlichen Grenze des Gemeindegebietes fließt der Ourcq, ein Nebenfluss der Marne.

## Bevölkerungsentwicklung
| Jahr                       | 1962 | 1968 | 1975 | 1982 | 1990 | 1999 | 2006 | 2013 | 2022 |
| Einwohner                  | 283  | 278  | 217  | 218  | 245  | 237  | 278  | 285  | 268  |
| Quellen: Cassini und INSEE |      |      |      |      |      |      |      |      |      |

## Sehenswürdigkeiten
- Kirche Saint-Martin in Seringes (Monument historique)[1]
- Kirche Saint-Nicolas in Nesles
- Burg Nesles (Monument historique)[2]
- US-amerikanischer Soldatenfriedhof
- Wasserturm

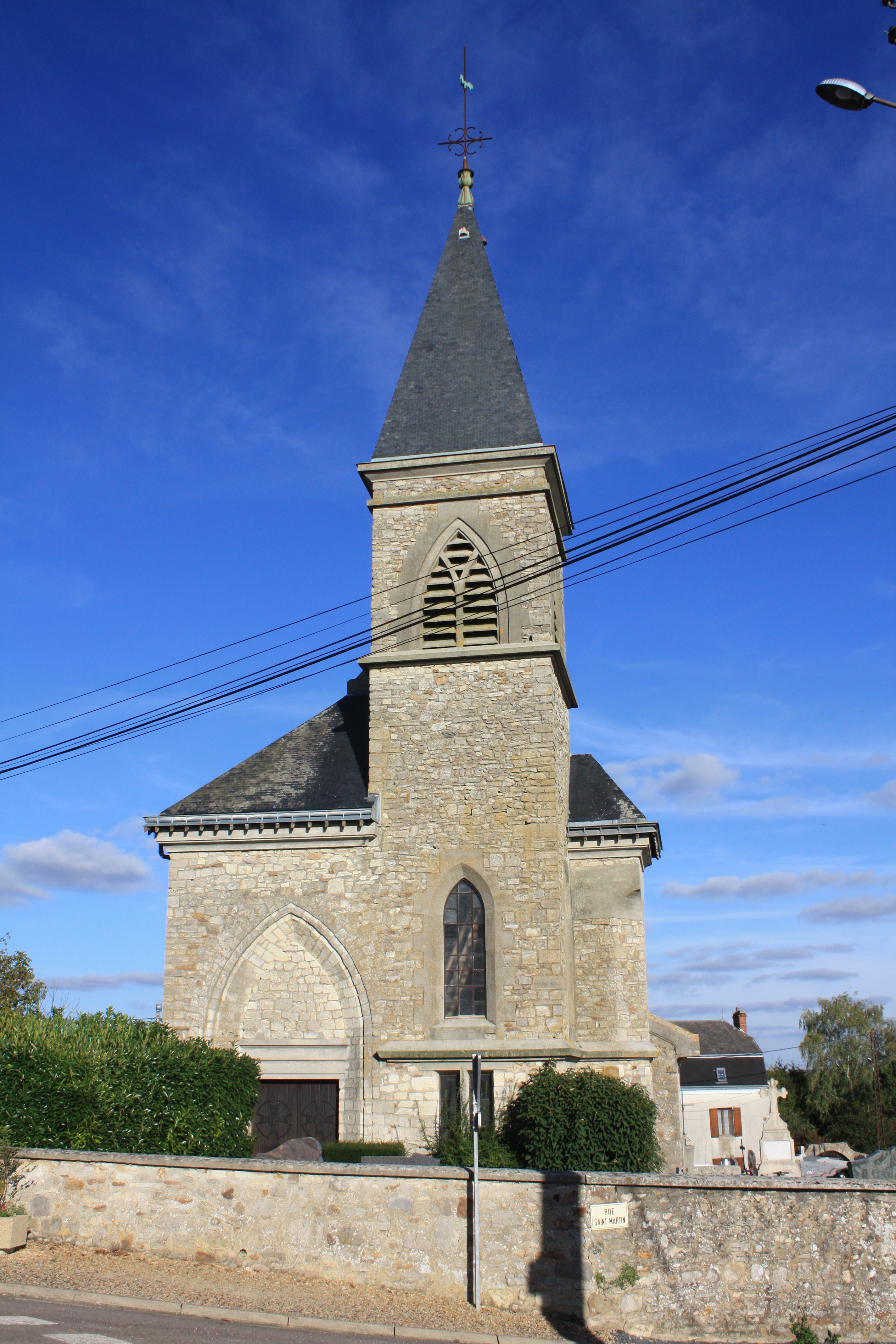
Kirche Saint-Martin
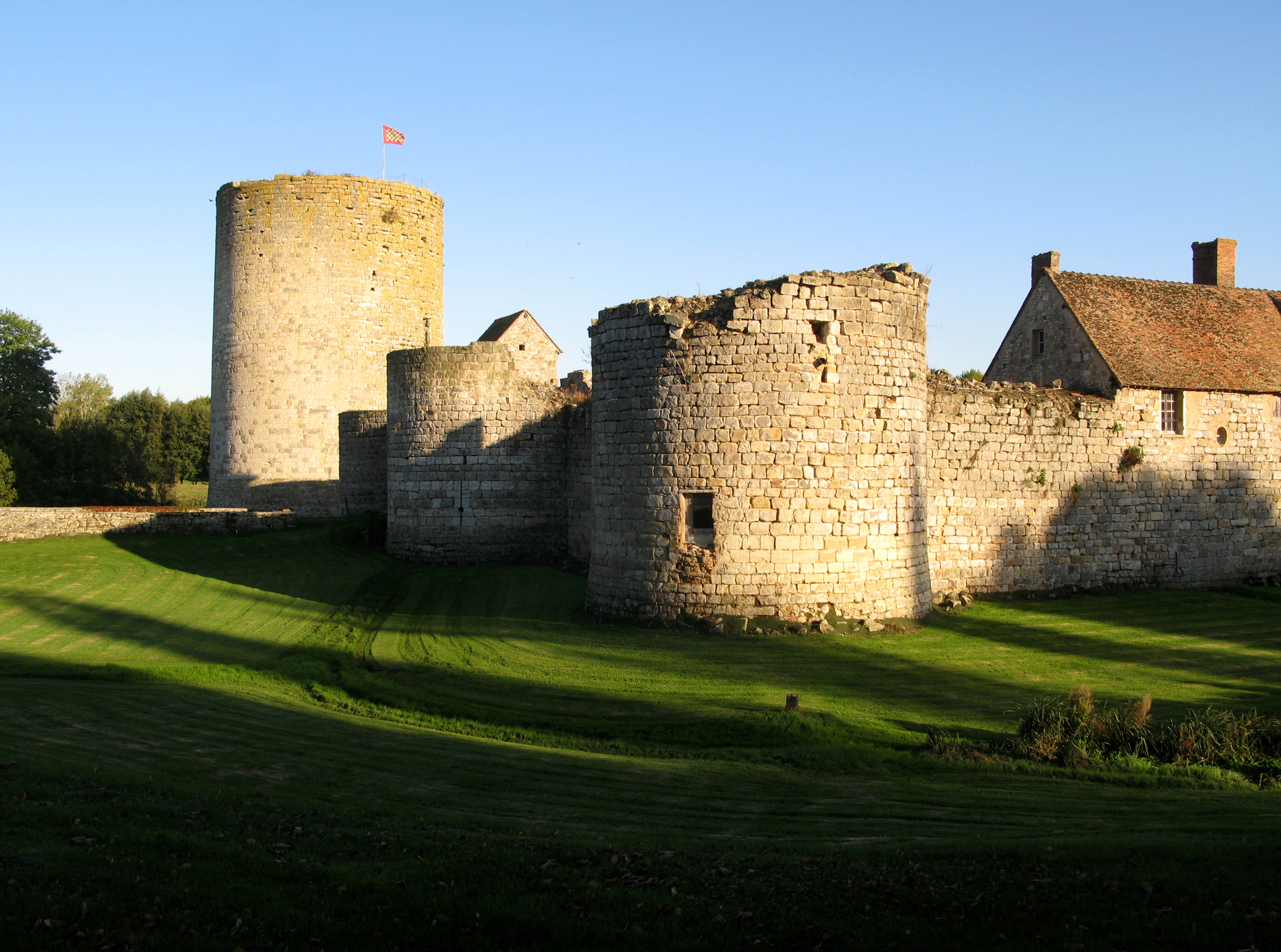
Burg Nesles
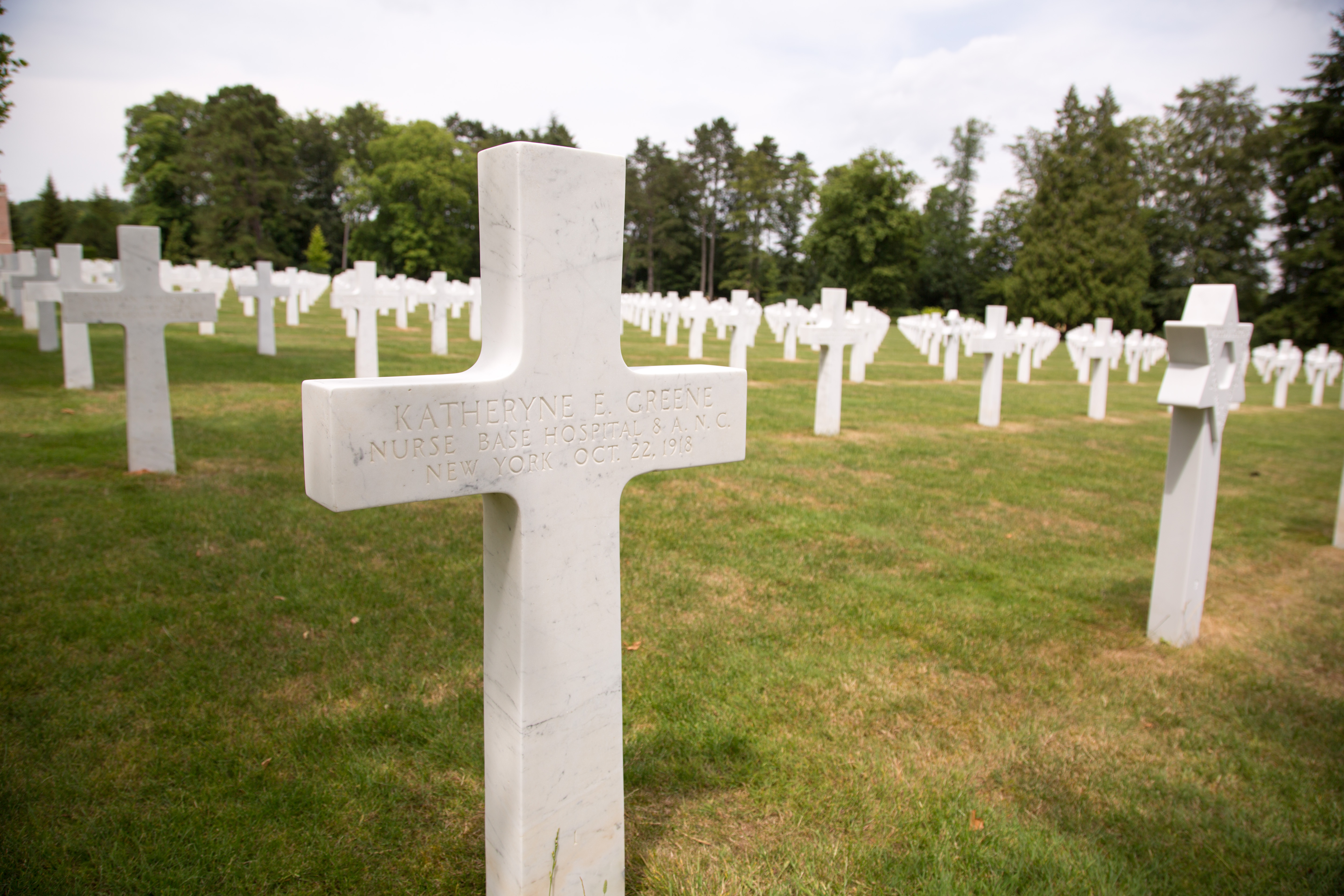
US-amerikanischer Soldatenfriedhof